# 维什涅
维什涅，是匈牙利绍莫吉州所辖的一个村。总面积24.38平方公里，总人口221，人口密度9.1人/平方公里（2011年1月1日）。